# Elaphidion mimeticum
Elaphidion mimeticum är en skalbaggsart som beskrevs av Schaeffer 1905. Elaphidion mimeticum ingår i släktet Elaphidion och familjen långhorningar.
Artens utbredningsområde är:
- Belize.
- Honduras.

Inga underarter finns listade i Catalogue of Life.